# یواس‌اس واسیسا (ای‌اوجی-۵۹)

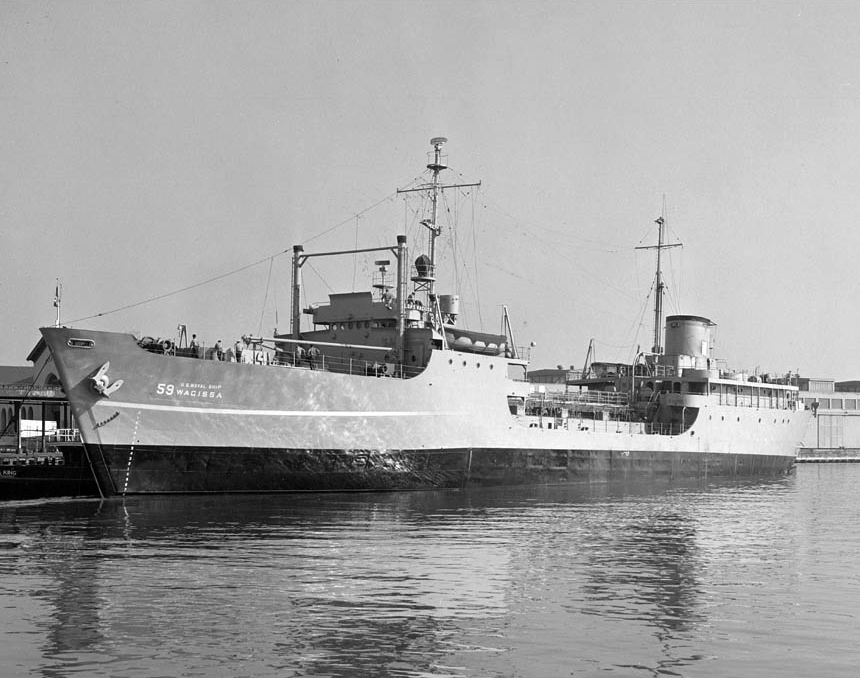
یواس‌ان‌اس واسیسا

یواس‌اس واسیسا (ای‌اوجی-۵۹) (به انگلیسی: USS Wacissa (AOG-59)) یک کشتی بود که طول آن ۳۱۰ فوت ۹ اینچ (۹۴٫۷۲ متر) بود. این کشتی در سال ۱۹۴۵ ساخته شد.